# 106

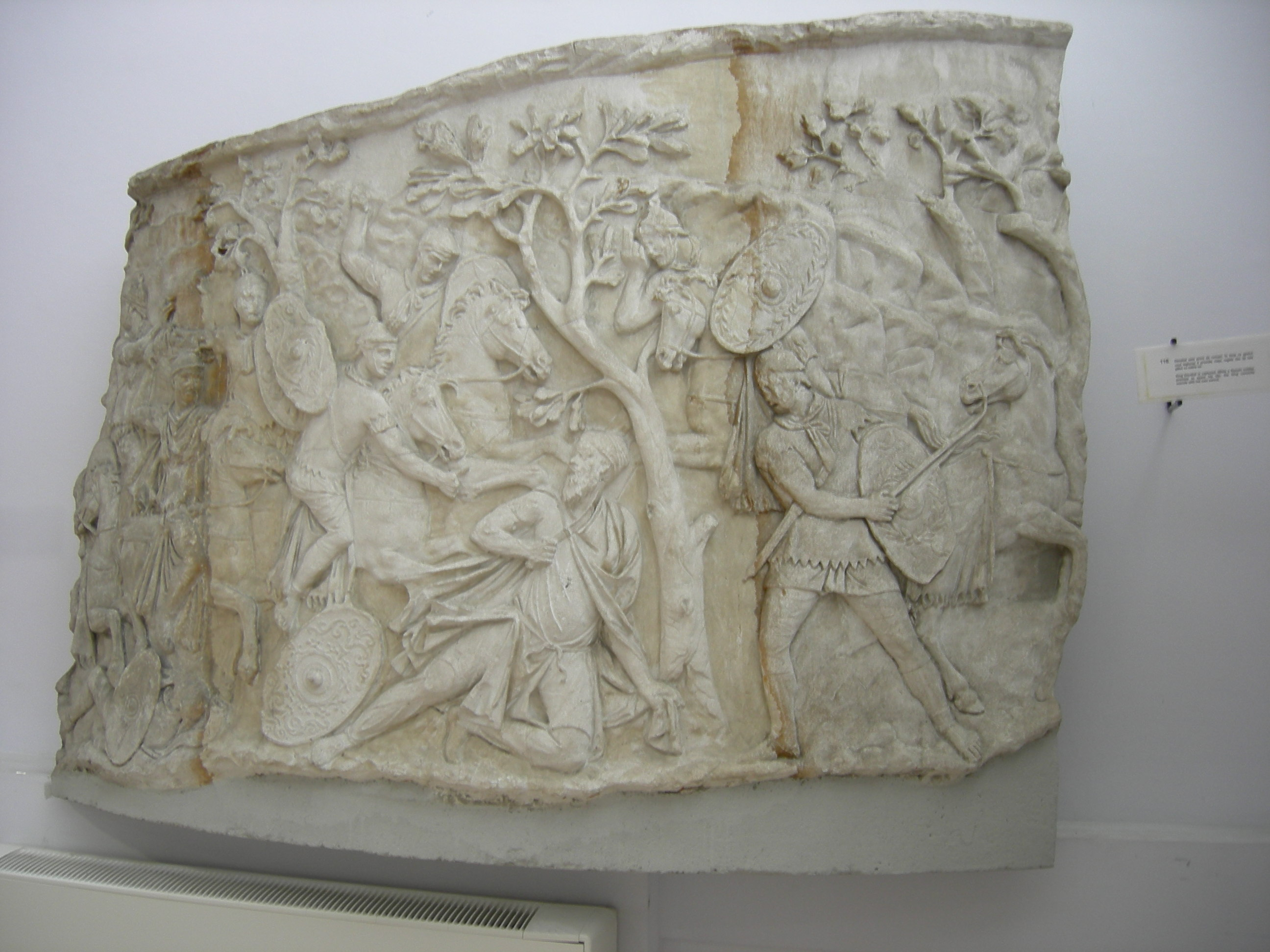
De zelfmoord van koning Decebalus

Het jaar 106 is het 6e jaar in de 2e eeuw volgens de christelijke jaartelling.

## Gebeurtenissen

### Italië
- In Rome laat Apollodorus van Damascus het Odeum van Domitianus restaureren. Het theater wordt gebruikt voor muziekvoorstellingen en opvoeringen van redenaars.
- Trajanus wordt na zijn overwinning op de Daciërs, door de Senaat geëerd met een triomftocht over het Forum Romanum.
- Alexander I (106 - 115) volgt Evaristus op als de zesde paus van Rome.

### Balkan
- Keizer Trajanus verovert de Dacische forten van het Orăştiegebergte en omsingelt met het Romeinse leger (3 legioenen) de hoofdstad Sarmizegetusa. Nadat de Daciërs zijn verslagen, pleegt koning Decebalus zelfmoord. Dacia (Roemenië) wordt ingelijfd bij het Romeinse Keizerrijk.

### Jordanië
- Trajanus besluit zijn gebied in het Oosten uit te breiden. Petra en Avdat, steden van de Nabateeërs worden door de Romeinen veroverd. De veldtocht tegen de Arabische vorstendommen verloopt succesvol, het koninkrijk wordt omgevormd in de Romeinse provincie Arabia.

### China
- De 12-jarige Han Andi (106 - 125) een neef van Han Hedi, bestijgt de troon als keizer van het Chinese Keizerrijk.

## Overleden
- Han Shangdi (1), keizer van het Chinese Keizerrijk